# Francis Rion
Francis Rion (né à Dalhem le 10 juin 1933 et mort le 3 novembre 2022) est un arbitre belge de football.

## Biographie
Il fut arbitre international jusqu'en 1981 et siffla notamment le 1/4 de finale Italie-Autriche (1-0) lors de la Coupe du monde 1978 en Argentine.
En 1994, avec plusieurs supporters du Standard de Liège, il fonde à Malmedy un club de supporter nommé Lès Djoyeûs Dragons d'Mâm'dî, dont il est le Président d'honneur depuis 2013. En décembre 2015, il est nommé membre d'honneur de la Famille des Rouches, association rassemblant tous les clubs de supporters du Standard de Liège.
Francis Rion meurt le 3 novembre 2022 à l'âge de 89 ans.

## Carrière
Francis Rion a officié dans une compétition majeure :
- Coupe du monde de football de 1978 (1 match)